# Peter Mlynarčík
Peter Mlynarčík (ur. 29 listopada 1991 w Detvie) – słowacki siatkarz, grający na pozycji atakującego, reprezentant Słowacji. 

## Sukcesy klubowe
Puchar Słowacji:
- 2014, 2022[4]

MEVZA - Liga Środkowoeuropejska:
- 2014

Liga słowacka:
- 2014, 2021, 2022[5], 2024[6]
- 2025[7]

Liga austriacka:
- 2016, 2017